# Dariusz Faszcza
Dariusz Rafał Faszcza (ur. 1960) – podpułkownik rezerwy Wojska Polskiego, historyk wojskowości, doktor nauk humanistycznych w dyscyplinie nauki o polityce, wykładowca w Akademii Finansów i Biznesu Vistula.

## Służba wojskowa
Dariusz Faszcza przez 15 lat był żołnierzem 12 Dywizji Zmechanizowanej w Szczecinie. W jej składzie uczestniczył w I zmianie PKW w Republice Iraku. Potem pełnił służbę w Dowództwie Wojsk Lądowych w Warszawie.

## Praca naukowa i dydaktyczna
W latach 2011 – 2019 zatrudniony na stanowisku adiunkta w Akademii Humanistycznej im. Aleksandra Gieysztora, następnie od roku 2019 w Akademii Finansów i Biznesu Vistula, której filią została ta uczelnia. Jako nauczyciel akademicki związany z kierunkami kształcenia politologia i bezpieczeństwo narodowe.
W roku 2007 obronił na tej uczelni doktorat (tytuł pracy: „Działalność wojskowa i polityczna Kazimierza Bąbińskiego (1914-1970)” ).
W działalności naukowej zajmuje się badaniami z zakresu historii wojskowości polskiej i bułgarskiej XIX i XX w. oraz współczesnymi stosunkami międzynarodowymi. 
Od 2014 r. członek nadzwyczajny Szczecińskiego Towarzystwa Naukowego, a od 2018 r. członek zwyczajny Stowarzyszenia Historyków Wojskowości. Zastępca redaktora naczelnego wydawnictwa seryjnego „Pomorze militarne”, redaktor w czasopiśmie naukowym „Społeczeństwo i Polityka” oraz redaktor tematyczny w czasopiśmie „Athenaeum”. Jest autorem ok. 50 publikacji naukowych.
Jego artykuły naukowe dotyczyły w szczególności: historii Bułgarii w ostatnim dwudziestoleciu XIX w., historii pierwszej i drugiej wojny bałkańskiej (1912-1913), kształtowania się naczelnych organów władzy i podstaw ustrojowych w niepodległej Polsce w latach 1918-1919, polskiej polityki wewnętrznej i międzynarodowej, w szczególności ustanowienia cywilnej kontroli nad Wojskiem Polskim w latach 1989–1997 oraz prawnych i organizacyjnych aspektów przygotowania i zmiany Polskiego Kontyngentu Wojskowego Międzynarodowych Sił Stabilizacyjnych w Republice Iraku.

## Publikacje książkowe
- 5 Pułk Piechoty Legionów, Pruszków, 1994, ISBN 83-85621-43-1
- Z dziejów 12 Szczecińskiej Dywizji Zmechanizowanej im. Bolesława Krzywoustego 1945–2005, Warszawa, 2005, ISBN 83-11-10131-0
- Skazany na zapomnienie. Płk Kazimierz Bąbiński „Luboń-Wiktor”, Pułtusk, 2008, ISBN 978-83-7549-051-0.
- Dowódcy 12 Dywizji Piechoty/Zmechanizowanej 1919–2008, Szczecin 2009, ISBN 978-83-89341-61-7
- „Luboń”, „Wiktor”, pułkownik Kazimierz Bąbiński 1895–1970, Warszawa, 2010,  ISBN 978-83-7399-407-2
- 54 Pułk Piechoty Strzelców Kresowych, Pruszków, 2010, ISBN 978-83-62046-08-9
- 12 Szczecińska Dywizja Zmechanizowana: 70 lat służby na Pomorzu Zachodnim (1945-2015), Warszawa, 2015. ISBN 978-83-63755-75-1
- Zapomniany sojusznik kajzerowskich Niemiec. Armia Bułgarska w czasie pierwszej wojny światowej, Oświęcim, 2015, ISBN 978-83-7889-339-4
- Wojna serbsko-bułgarska 1885 roku: studium polityczno-wojskowe, Oświęcim, 2018, ISBN 978-83-7889-667-8
- Dyscyplina w armiach europejskich od antyku do 1914 roku (współautor: Michał Norbert Faszcza), Oświęcim, 2018, ISBN 978-83-7889-649-4[12]
- 36. Dywizjon Rakietowy Obrony Powietrznej w Dobrej (1968–1999), (współautorzy: Leszek Borowski i Zbigniew Kuśmierek), Szczecin, 2018, ISBN 978-83-64629-77-8.